# Hogna nonannulata
Hogna nonannulata là một loài nhện trong họ Lycosidae.
Loài này thuộc chi Hogna. Hogna nonannulata được Jörg Wunderlich miêu tả năm 1995.